# Capela de São Dinis
A Capela de São Dinis é uma das maiores antas do país e está relativamente completa, embora tenha sofrido algumas violações em tempos indeterminados.
Foi explorada, cientificamente, pela brigada arqueológica dirigida pelo prof. Virgílio Correia, entre 1914 e 1915, sendo então recolhido algum espólio ao Museu Dr. Leite de Vasconcelos, de Belém. Encontrava-se na época envolvida por casario popular, que desapareceu por expropriação oficial, na altura do restauro dirigido pelos Monumentos Nacionais, na década de 1950.
Ignora-se o período de transformação da anta em local sacro, que pode remontar a época recuada, mas a sua primeira referência documentada data de 1625, pertencente ao chantre da Catedral de Évora, Manuel Severim de Faria.
A face oriental, na linha do corredor de entrada, tem, a cavaleiro, discreta frontaria de cornija triangular, de tosca alvenaria, rematada por cruz de pontas trilobadas e campanário despido de sineta, alcançando o capelo. Possui uma portada simples, de molduras de aresta viva e arco redondo, assente em três degraus de pedra.
A câmara-nave, de planta circular, como tronco de pirâmide, composta por sete esteios megalíticos e chapéu, é apenas decorada, no fundo, por altar encimado de moderno painel cerâmico representando São Dinis, que, na década de 1930, substituiu, infelizmente, o primitivo retábulo do padroeiro, obra mural de características toscas e populares, realizado em encáustica, com predomínio do vermelho e ocre, datando possivelmente de c.1600. A figura mitrada e vestindo um manto segurava na mão esquerda o báculo, apoiado no livro da doutrina, e erguia a direita segundo o ritual.